# Saltos ornamentais nos Jogos da Commonwealth de 2006
Os saltos ornamentais nos Jogos da Commonwealth de 2006 integrou o programa dos esportes aquáticos e foi realizado em Melbourne, na Austrália, de 22 a 25 de março. Dez eventos foram disputados no Melbourne Sports and Aquatics Centre.

## Medalhistas
Masculino
| Evento                      | Ouro                                         | Prata                                    | Bronze                                      |
| Trampolim de 1m             | Alexandre Despatie CAN Canadá                | Yeoh Ken Nee MAS Malásia                 | Steven Barnett AUS Austrália                |
| Trampolim de 3m             | Alexandre Despatie CAN Canadá                | Robert Newbery AUS Austrália             | Steven Barnett AUS Austrália                |
| Plataforma de 10m           | Matthew Helm AUS Austrália                   | Peter Waterfield ENG Inglaterra          | Alexandre Despatie CAN Canadá               |
| Trampolim sincronizado 3m   | Alexandre Despatie Arturo Miranda CAN Canadá | Tony Ally Mark Shipman ENG Inglaterra    | Robert Newbery Steven Barnett AUS Austrália |
| Plataforma sincronizado 10m | Mathew Helm Robert Newbery AUS Austrália     | Bryan Nickson James Sandayud MAS Malásia | Callum Johnstone Gary Hunt ENG Inglaterra   |

Feminino
| Evento                      | Ouro                                         | Prata                                     | Bronze                                      |
| Trampolim de 1m             | Blythe Hartley CAN Canadá                    | Sharleen Stratton AUS Austrália           | Kathryn Blackshaw AUS Austrália             |
| Trampolim de 3m             | Blythe Hartley CAN Canadá                    | Chantelle Newbery AUS Austrália           | Kathryn Blackshaw AUS Austrália             |
| Plataforma de 10m           | Loudy Tourky AUS Austrália                   | Chantelle Newbery AUS Austrália           | Émilie Heymans CAN Canadá                   |
| Trampolim sincronizado 3m   | Bree Cole Sharleen Stratton AUS Austrália    | Melanie Rinaldi Rebecca Barras CAN Canadá | Hayley Sage Tandi Indergaard ENG Inglaterra |
| Plataforma sincronizado 10m | Chantelle Newbery Loudy Tourky AUS Austrália | Alexandra Croak Melissa Wu AUS Austrália  | Meaghan Benfeito Roseline Filion CAN Canadá |

## Quadro de medalhas
Quatro delegações conquistaram medalhas:
| Ordem | País       | Medalha de ouro | Medalha de prata | Medalha de bronze | Total |
| ----- | ---------- | --------------- | ---------------- | ----------------- | ----- |
| 1     | Austrália  | 5               | 5                | 5                 | 15    |
| 2     | Canadá     | 5               | 1                | 3                 | 9     |
| 3     | Inglaterra |                 | 2                | 2                 | 4     |
| 4     | Malásia    |                 | 2                |                   | 2     |
| TOTAL | TOTAL      | 10              | 10               | 10                | 30    |